# Tinea conchylitis
Tinea conchylitis är en fjärilsart som beskrevs av Edward Meyrick 1919. Tinea conchylitis ingår i släktet Tinea och familjen äkta malar.
Artens utbredningsområde är Peru. Inga underarter finns listade i Catalogue of Life.